# Свидно (Логойский район)
Свидно (бел. Сві́дна) — деревня в Логойском районе Минской области Беларуси. Входит в состав Логойского сельсовета.

## География
Рядом пролегает автомобильная дорога Н-8763.
Ближайшие населённые пункты Загорье, Пархово и др.

### Гидрография
Рядом протекает река Гайна.

## История
С 1908 года в Логойской волости Борисовского уезда Минской губернии.
До 30 октября 2009 года деревня входила в состав Знаменковского сельсовета.

## Население

### Численность
- 2009 год — 53 жителей

### Динамика
- 1908 год — 184 жителей, 28 дворов[2]
- 1999 год — 81 жителей (перепись населения)
- 2009 год — 53 жителей (перепись населения)[2]

## Улицы
- Луговая
- Молодёжная
- Тихая
- Центральная

## Достопримечательность
- Городище периода раннего железного века на правом берегу реки Гайна, 0,5 км на восток от д. Свидно —  Историко-культурная ценность Республики Беларусь, шифр 613В000267.